# مونیز (تگزاس)
مونیز (به انگلیسی: Muniz) یک منطقهٔ مسکونی در ایالات متحده آمریکا است که در شهرستان ایدالگو، تگزاس واقع شده‌است. مونیز ۲٫۸ کیلومتر مربع مساحت و ۱٬۳۷۰ نفر جمعیت دارد و ۲۷ متر بالاتر از سطح دریا واقع شده‌است.